# Notonemoura maculata
Notonemoura maculata is een steenvlieg uit de familie Notonemouridae. De wetenschappelijke naam van de soort is voor het eerst geldig gepubliceerd in 1967 door Weir.